# 托尔德
托尔德，是匈牙利豪伊杜-比豪尔州所辖的一个村。总面积14.91平方公里，总人口313，人口密度21.0人/平方公里（2011年1月1日）。